# Grattacieli più alti del Sud America
Questa è una lista dei grattacieli più alti del Sud America ordinati per altezza.
A settembre 2024 l'edificio più alto è la Gran Torre Santiago di Santiago del Cile.

## Elenco
È stato il più alto del Sud America dopo il completamento.
| Posizione | Nome                                | Immagine | Città               | Paese                | Altezza m | Piani | Inaugurazione | Note                               |
| --------- | ----------------------------------- | -------- | ------------------- | -------------------- | --------- | ----- | ------------- | ---------------------------------- |
| 1         | Gran Torre Santiago                 |          | Santiago del Cile   | Cile (bandiera)      | 300       | 62    | 2014          | Più alto edificio del Sud America. |
| 2=        | Yachthouse by Pininfarina (Torre 1) |          | Balneário Camboriú  | Brasile (bandiera)   | 294       | 81    | 2023          | Più alto edificio del Brasile.     |
| 2=        | Yachthouse by Pininfarina (Torre 2) |          | Balneário Camboriú  | Brasile (bandiera)   | 294       | 81    | 2023          | Più alto edificio del Brasile.     |
| 4         | One Tower                           |          | Balneário Camboriú  | Brasile (bandiera)   | 290       | 84    | 2022          |                                    |
| 5         | Alvear Tower                        |          | Buenos Aires        | Argentina (bandiera) | 239       | 54    | 2017          | Più alto edificio dell'Argentina.  |
| 6         | Infinity Coast                      |          | Balneário Camboriú  | Brasile (bandiera)   | 235       | 66    | 2019          |                                    |
| 7         | Parque Central (Torre Ovest)        |          | Caracas             | Venezuela (bandiera) | 225       | 56    | 1979          | Più alto edificio del Venezuela.   |
| 8         | BD Bacatá (Torre Sud)               |          | Bogotà              | Colombia (bandiera)  | 216       | 67    | 2015          | Più alto edificio della Colombia.  |
| 9         | Epic Tower                          |          | Balneário Camboriú  | Brasile (bandiera)   | 209       | 55    | 2020          |                                    |
| 10        | Hotel Estelar                       |          | Cartagena de Indias | Colombia (bandiera)  | 202       | 52    | 2017          |                                    |